# Condylostylus tarsatus
Condylostylus tarsatus är en tvåvingeart som beskrevs av Van Duzee 1932. Condylostylus tarsatus ingår i släktet Condylostylus och familjen styltflugor.
Artens utbredningsområde är Jamaica. Inga underarter finns listade i Catalogue of Life.